# 利昂·魯索姆
利昂·魯索姆（英語：Leon Russom，1941年12月6日—）是一位美國男演員。主力於電視劇演出，尤其是肥皂劇。知名作品如電影《星际旅行VI：未来之城》（1991年）、《謀殺綠腳趾》（1988年）和電視劇《銀河前哨》（1995年，「木已成舟」一集）。2006年至2009年參演《越獄風雲》中的強納森·克蘭茲將軍（General Jonathan Krantz）。

## 外部連結
- 利昂·魯索姆在互联网电影资料库（IMDb）上的資料（英文）